# Eerste klasse 2018-19 (vrouwenvoetbal België)
Het seizoen 2018/19 van de Belgische Eerste Klasse vrouwenvoetbal, het 48e seizoen in totaal en het 7e als tweede niveau, liep van de zomer van 2018 tot de lente van 2019. Fémina White Star Woluwe kroonde zich (voor het eerst) tot kampioen,   maar promoveerde het jaar erop niet naar de Super League. Melsele eindigde laatste en zakte naar de Tweede Klasse, de voorlaatste (FWDM) werd gered door de uitbreiding naar zestien ploegen voor het seizoen 2019-2020.

## Clubs
Van de veertien ploegen in de vorige editie van Eerste Klasse waren er twee niet meer bij in deze jaargang: Wuustwezel eindigde laatst en moest na één jaar alweer terug naar Tweede klasse),  Eva's Tienen zakte meteen na de degradatie uit de Super League verder naar Tweede Klasse.

### Gepromoveerde teams
Club Brugge en Racing Genk B werden kampioen in hun reeks in Tweede klasse, en promoveerden dan ook naar de Eerste Klasse. Voor de Limburgers is het de eerste deelname aan Eerste Klasse, de Bruggelingen maken hun heroptreden nadat het toenmalige A-team ermee ophield en het B-team het fanionelftal werd.

### Per provincie
Het zwaartepunt ligt in de provincies  Oost-Vlaanderen (met vijf ploegen) en Antwerpen  (met drie ploegen). De resterende zes ploegen komen uit de voetbalprovincie Brabant (2);  Henegouwen, Limburg, Luik en West-Vlaanderen hebben er elk één. Luxemburg en Namen hebben geen vertegenwoordiger in Eerste klasse.
| Nr | Stamnr | Club                 | Plaats                 | Seiz | Op rij | Beste                           | 2017-18                   |
| -- | ------ | -------------------- | ---------------------- | ---- | ------ | ------------------------------- | ------------------------- |
| 1  | 3029   | Kontich              | Kontich                | 11   | 5      | 8e in BeNe League (2013)        | Kampioen                  |
| 2  | 9358   | White Star Woluwe    | Sint-Lambrechts-Woluwe | 14   | 14     | 02e (2017, 2018)                | 02e                       |
| 3  | 1708   | Union Saint-Ghislain | Saint-Ghislain         | 7    | 7      | 03e (2018)                      | 03e                       |
| 4  | 5381   | Zulte Waregem        | Zulte                  | 13   | 6      | 15e in BeNe League (2013)       | 04e                       |
| 5  | 9423   | Moldavo              | Mol                    | 4    | 4      | 05e (2016, 2018)                | 05e                       |
| 6  | 9321   | Tongeren DV          | Tongeren               | 5    | 5      | 06e (2018)                      | 06e                       |
| 7  | 90     | Eendracht Aalst      | Aalst                  | 30   | 6      | Landskampioen (5x)              | 07e                       |
| 8  | 7      | AA Gent B            | Gent                   | 4    | 4      | Kampioen (2017)                 | 08e                       |
| 9  | 16     | Standard B           | Luik                   | 6    | 6      | Kampioen (2016)                 | 09e                       |
| 10 | 9040   | Famkes               | Diksmuide              | 9    | 4      | 05e (2017)                      | 10e                       |
| 11 | 4466   | Massenhoven          | Massenhoven            | 4    | 4      | 04e (2016)                      | 11e                       |
| 12 | 3541   | Melsele              | Beveren                | 2    | 2      | 12e (2018)                      | 12e                       |
| 13 | 3      | Club Brugge          | Aalter                 | 3    | 1      | 11e in BeNe League (2013, 2015) | Kampioen in Tweede klasse |
| 14 | 8238   | KRC Genk B           | Genk                   | 1    | 1      | Kampioen in Tweede klasse       | Kampioen in Tweede klasse |

## Klassement
De eerste twee A-ploegen die een licentie halen, mogen stijgen naar de Super League. In principe zakken de laatste twee ploegen naar Tweede klasse, al kan dat aantal variëren naargelang het aantal stijgers naar en zakkers uit de Super League.

### Tabel
| #   | Team                 | GW | Win | Gel | Ver | Voor | Tegen | Saldo | Pnt | Opm |
| --- | -------------------- | -- | --- | --- | --- | ---- | ----- | ----- | --- | --- |
| 1.  | Woluwe               | 26 | 20  | 3   | 3   | 73   | 24    | +49   | 63  |     |
| 2.  | Club Brugge *        | 26 | 18  | 3   | 5   | 79   | 42    | +37   | 57  |     |
| 3.  | AA Gent B 1          | 26 | 16  | 5   | 5   | 73   | 29    | +44   | 53  |     |
| 4.  | Moldavo              | 26 | 13  | 3   | 10  | 53   | 51    | +2    | 42  |     |
| 5.  | Eendracht Aalst      | 26 | 12  | 6   | 8   | 53   | 37    | +16   | 42  |     |
| 6.  | Massenhoven          | 26 | 11  | 3   | 12  | 34   | 47    | -13   | 36  |     |
| 7.  | Zulte Waregem        | 26 | 11  | 2   | 13  | 40   | 41    | -1    | 35  |     |
| 8.  | Union Saint-Ghislain | 26 | 10  | 4   | 12  | 39   | 44    | -5    | 34  |     |
| 9.  | Racing Genk B *      | 26 | 10  | 3   | 13  | 69   | 65    | +4    | 33  |     |
| 10. | Tongeren             | 26 | 9   | 2   | 15  | 61   | 80    | -19   | 29  |     |
| 11. | Kontich              | 26 | 8   | 5   | 13  | 45   | 52    | -7    | 29  |     |
| 12. | Standard B 1         | 26 | 8   | 1   | 17  | 37   | 54    | -17   | 25  |     |
| 13. | Famkes               | 26 | 7   | 4   | 15  | 42   | 86    | -44   | 25  |     |
| 14. | Melsele              | 26 | 5   | 4   | 17  | 29   | 75    | -46   | 19  |     |

### Legenda
| Kleur | Resultaat                                                              |
| ----- | ---------------------------------------------------------------------- |
|       | Theoretisch recht op promotie naar de Super League                     |
|       | Degradatie naar Tweede klasse (theoretisch)                            |
| 1     | B-ploeg die mag niet stijgen omdat de A-ploeg een divisie hoger speelt |
| *     | Gepromoveerd voor aanvang van dit seizoen                              |
| °     | Gedegradeerd voor aanvang van dit seizoen                              |
|       | Mathematisch zeker van de titel                                        |
|       | Gepromoveerd na dit seizoen                                            |
|       | Gedegradeerd na dit seizoen                                            |